# جوزپه اوکیالینی
 جوزپه اوکیالینی (انگلیسی: Giuseppe Occhialini؛ زاده ۵ دسامبر ۱۹۰۷ درگذشته ۳۰ دسامبر ۱۹۹۳) یک دانشمند اهل ایتالیا بود.